# Arin (Sängerin)
Choi Ye-won (koreanisch 최예원; geboren am 18. Juni 1999 in Busan, Provinz Gyeongsangnam-do), besser bekannt unter ihrem Künstlernamen Arin (koreanisch 아린), ist eine südkoreanische Sängerin, Schauspielerin, Model und MC. Sie ist Mitglied der südkoreanischen Girlgroup Oh My Girl.

## Biografie

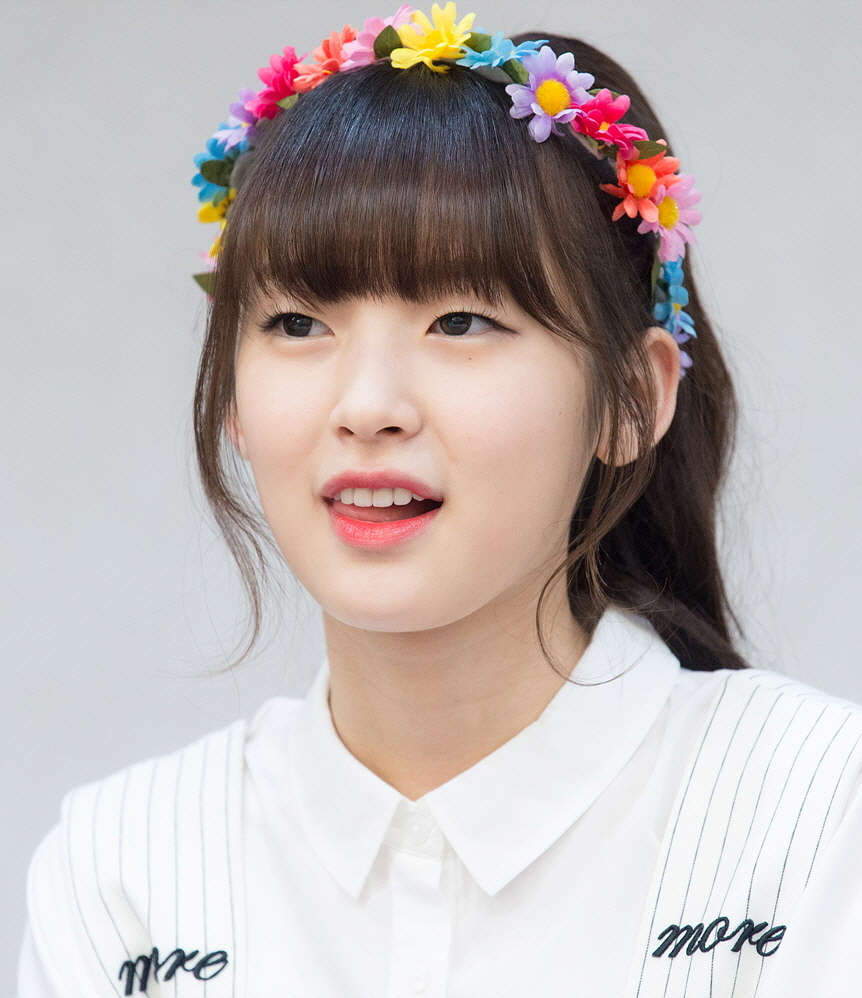
Arin im Juli 2015

Arin wurde in Südkorea geboren. Ihr Vorname Ye-won (koreanisch 예원) bedeutet „kleiner Berg“. Sie hat einen zwei Jahre jüngeren Bruder, Choi Seok-jun.
Arin besuchte die Bunpo Elementary School in Busan und die Dongduk Girls’ Middle School in Seoul. Sie wurde ab 2013 zwei Jahre lang bei WM Entertainment als Trainee ausgebildet. Am 8. Februar 2018 absolvierte sie die School of Performing Arts (Abteilung für praktische Tanzausbildung) in Seoul.
Der mit WM Entertainment abgeschlossene Exklusivvertrag wurde von Arin am 8. Mai 2025 nicht verlängert und sie verließ WM Entertainment als ihre bisherige Agentur. Am 10. Juni unterschrieb Arin einen Exklusivvertrag bei ATRP. Die Künstleragentur ATRP wurde von Kim Jin-mi, die zuvor bis Ende 2022 bei WM Entertainment Direktorin strategische Planung und Produktionsleiterin war, gegründet und vertritt auch Chuu (vormals Loona).

### Karriere als Sängerin
Am 20. April 2015 debütierte Arin als Mitglied von Oh My Girl und am 2. April 2018 mit der Untergruppe von Oh My Girl, Oh My Girl Banhana.
Am 18. Juni 2021 veröffentlichte Arin ihr Musikvideo mit der Coverversion Twenty-three (von IU) auf YouTube.
Am 18. Juni 2022 wurde Arins Musikvideo mit der Coverversion Dear my X (von Kyungseo) auf YouTube und am 28. Juni 2022 die Pepsi-Werbesingle Blue & Black auf verschiedenen Streaming-Plattformen veröffentlicht.
Am 18. Juni 2024 veröffentlichte Arin auf YouTube ihr Musikvideo mit der Coverversion Antifreeze (von Yerin Baek).
Am 8. Mai 2025 gab WM Entertainment bekannt, dass Arin ihren Exklusivvertrag nicht verlängert und WM Entertainment als ihre bisherige Agentur verlassen hätte. Sie würde jedoch als Mitglied in der Girlgroup verbleiben und an allen zukünftigen Aktivitäten von Oh My Girl beteiligt sein.

### Karriere als Schauspielerin
Am 10. März 2020 wurde veröffentlicht, dass Arin ihre erste Rolle als Oh Na-ri in der Webserie The World Of My 17 von tvN D erhält.
Am 17. März 2021 gab WM Entertainment bekannt, dass Arin für die Netflix Anthologie-Serie Seoul Ghost Stories (auch: Ghost Story 2, Urban Myths) gecastet wurde.
Am 21. März 2022 wurde sie für eine Nebenrolle in dem tvN Fantasy-Historien-Drama Alchemy of Souls besetzt.
Am 15. Mai 2023 wurde mitgeteilt, dass Arin für das Kurzdrama Summer, Love Machine Blues aus tvNs Anthologie-Serie O’PENing gecastet wurde.
Am 4. September 2023 wurde bekannt gegeben, dass Arin für den Fantasy-Thriller S Line gecastet wurde.
Am 19. Juni 2024 wurde veröffentlicht, dass Arin für die Rolle der Hae-ri in der Filmkomödie Mad Dance Office gecastet wurde und die Dreharbeiten Ende Juni beginnen würden.
Am 2. Juli 2024 wurde mitgeteilt, dass Arin, Sanha (von Astro) und Chuu (vormals Loona) von JTBC gemeinsam Angebote über Hauptrollen in einem K-Drama erhalten hätten. Am 2. August 2024 wurden sie als Hauptdarsteller für My Girlfriend Is The Man! (My Girlfriend is a Hot Guy) bestätigt. Arin spielt die Hauptrolle der Figur Kim Ji-eun, die Dreharbeiten würden im August beginnen.
Am 3. April 2025 wurde veröffentlicht, dass das K-Drama S Line mit Arin als Hauptdarstellerin offiziell zur Wettbewerbssektion des 8. Cannes International Series Festival (Canneseries) eingeladen wurde. Die Canneseries fand vom 24. bis 29. April 2025 in Cannes statt. Am 27. April 2025 hatte das Team von S Line einen Fototermin, im Anschluss wurden die Folgen 1 und 2 von S Line als Weltpremiere im Grand Theatre Lumière in Cannes veröffentlicht. Am Abend fand der „Pink Carpet“, ein repräsentatives Event der Canneseries, statt. S Line gewann den Preis für die beste Filmmusik. Die vollständige sechsteilige Staffel von S Line wurde im Juli 2025 auf WAVVE veröffentlicht.

### Karriere als Model
Arin wurde als Model für Fotoserien in folgenden Magazinen gebucht:
- Indeed (südkoreanisches Trend-Magazin), Ausgabe August 2019[29]
- Beauty+ (südkoreanisches Lifestyle-Magazin), Ausgabe Oktober 2019 (gemeinsam mit Jiho)[30]
- Ray (japanisches Mädchen-Magazin), Ausgabe Dezember 2019 (gemeinsam mit Yubin)[31]
- Dazed (englisches Lifestyle-Magazin), Ausgabe August 2020[32]
- Esquire (US-amerikanisches Männermagazin), Ausgabe September 2020[33]
- The Star (südkoreanisches Star-Magazin), Ausgabe Dezember 2020[34]
- Singles (südkoreanisches Lifestyle-Magazin), Ausgabe Januar 2021[35]
- Singles, Ausgabe Mai 2024[36]
- GQ Korea (südkoreanisches Lifestyle-Magazin), Ausgabe März 2025 (mit Interview)[37][38]
- Singles, Ausgabe April 2025 (mit Interview, mit Oh My Girl)[39]

### Karriere als Moderatorin
Am 30. November 2019 hatte Arin einen Auftritt in Exploring Things Today der Show Latest Trends Program 2 des Fernsehsenders tvN.
Am 20. Juli 2020 wurde sie zusammen mit Soobin von TXT als neuer Moderator für Music Bank des Fernsehsenders KBS2 bekannt gegeben. Die erste Sendung mit Arin war am 24. Juli 2020, die letzte Ausstrahlung am 1. Oktober 2021.
Am 15. Dezember 2023 hatten Arin und Soobin einen gemeinsamen Auftritt beim 2023 Music Bank Global Festival.

### Karriere als Werbemodel
Am 5. März 2020 wurde Arin exklusives Markenmodel der südkoreanischen Bekleidungsmarke BYC. Im Juli 2020 wurde sie zum Markengesicht der globalen französischen Kosmetik-Firma Clarins.
Im Jahr 2021 wurde sie Werbemodel für die Spirituose Cham Soju des Getränkeherstellers Kumbokju.
Im Juni 2022 wurde sie ausgewählt, an Pepsis Werbesingle Blue & Black mitzuwirken, einem Gemeinschaftssong zwischen Arin und Hyojung von Oh My Girl, Wonyoung und Leeseo von Ive sowie Serim und Jungmo von Cravity. Die Stadt Busan bewirbt sich um die Ausrichtung der Weltausstellung Expo 2030. Zu diesem Zweck wurde die Gruppe X4 gegründet. X4 besteht aus den Mitgliedern Arin, Somi, Wonstein und Zion.T. Am 11. Juli 2022 wurde das „Busan Expo Music Video“ Present auf YouTube veröffentlicht.
Im August 2023 wurde sie als Werbemodell für das südkoreanische mobile Game MMORPG Luna: Moonlight Chronicles ausgewählt.
Am 6. März 2024 gab BYC bekannt, dass Arins Werbevertrag verlängert wurde.

## Philanthropie
Im Dezember 2020 spendete Arin anonym 6 Millionen KRW (ca. 4.100 Euro) an das Busan Elderly Welfare Center ihrer Heimatstadt.
Am 18. Juni 2021 wurde bekannt gegeben, dass Arin zu Ehren ihres 22. Geburtstags 30 Millionen KRW (ca. 20.800 Euro) an die Beautiful Foundation gespendet hat. Im Winter 2021 hat Arin 20.000 Briketts im Wert von 16 Millionen KRW (ca. 11.100 Euro) an die Daegu Brikettbank gespendet. Im Dezember 2021 arbeitete sie mit Clarins und World Vision International zusammen, um Weihnachtsgeschenkboxen an einkommensschwache Familien zu verteilen.
Am 16. Mai 2022 spendete Arin am Seongnyeonui-Nal-Tag 20 Millionen KRW (ca. 14.000 Euro) an die Beautiful Foundation. Vier Tage später pflanzte sie gemeinsam mit Clarins 1.459 Bäume im Jamwon Hangang Riverside Park in Seoul zu Ehren des Weltbienentags. Am 11. August 2022 spendete Arin an die Hope Bridge Korea Disaster Relief Association 20 Millionen KRW, um den von den Überschwemmungen in Südkorea im Jahr 2022 Betroffenen zu helfen. Im Dezember 2022 spendete Arin der Busan Briquette Bank 25.000 Briketts im Wert von 21 Millionen KRW (ca. 14.500 Euro).
Aus Anlass ihres 24. Geburtstages am 18. Juni 2023 spendete Arin 20 Millionen KRW und weitere 30 Millionen KRW am 11. Dezember 2023 an die Beautiful Foundation.
Am 18. Juni 2024 gab WM Entertainment bekannt, dass Arin anlässlich ihres Geburtstages erneut der Beautiful Foundation 20 Millionen KRW gespendet hat. Seit 2021 summierten sich die Spenden an die Beautiful Foundation somit auf 120 Millionen KRW (ca. 81.000 Euro).
Die Hope Bridge Korea Disaster Relief Association gab am 27. März 2025 bekannt, dass Arin 20 Millionen KRW (ca. 12.600 Euro) gespendet hat, um die Beseitigung der durch Waldbrände in den Regionen Ulsan, Gyeongsangbuk-do und Gyeongsangnam-do verursachten Schäden zu unterstützen. Aus Anlass ihres 26. Geburtstages am 18. Juni 2025 spendete Arin erneut 20 Millionen KRW an die Beautiful Foundation.

## Diskografie
- 2022: Blue & Black, digitale Pepsi-Werbesingle

Musikvideos
- 2021: Twenty-three[9]
- 2022: Dear my X[10]
- 2022: Present[48]
- 2024: Antifreeze[12]

## Filmografie
Serien
- 2020: The World of My 17, Staffel1 (Hauptrolle: Oh Na-ri)[63]
- 2022: Seoul Ghost Stories, Folge 4: Necromancy (Hauptrolle: Ji Hye-on)[64][65]
- 2022: Alchemy of Souls, Staffel 1 und 2 (Nebenrolle: Jin Cho-yeon „Frühling“)[66]
- 2023: Summer, Love Machine Blues (Hauptrolle: Yoo Deu-rim)[67]
- 2024: S Line (Hauptrolle: Hyeon-heup)[68]
- 2024: Mad Dance Office (Hauptrolle: Hae-ri)[69]
- 2025: My Girlfriend Is The Man! (Hauptrolle: Kim Ji-eun)[70]

## Auszeichnungen
- 2020: KBS Entertainment Awards – Best Couple Award für Music Bank (mit Soobin)[71]
- 2022: Asia Model Awards – Rising Star Award, Actress für Alchemy of Souls[72]
- 2024: Korea First Brand Awards – Acting Idol Award, Idol Actress[73][74]